# Jabłuniwka (obwód charkowski)
Jabłuniwka (ukr. Яблунівка) – wieś na Ukrainie, w obwodzie charkowskim, w rejonie wałkiwskim. W 2001 roku liczyła 41 mieszkańców.